# Megan Anderson
Megan Anderson (Gold Coast, 11 de fevereiro de 1990) é uma lutadora australiana de artes marciais mistas, mais conhecida por ter competido na categoria peso pena feminino do Ultimate Fighting Championship.

## Biografia
Anderson nasceu e foi criada em Gold Coast, Queensland. Ela estudou na All Saints Anglican School antes de se mudar para Canberra no início de 2008 para servir ao exército australiano depois de se formar no ensino médio. Após servir por dois anos ao exército, ela foi dispensada quando descobriram que ela tentou tirar a própria vida. Logo depois ela se mudou de volta para Gold Coast e começou a trabalhar como recepcionista ao mesmo tempo em que começou a se envolver com o boxe local. Por meio de seus contatos no boxe, lhe foi apresentada as artes marciais mistas (MMA) e ela começou a treinar em 2013.

## Carreira no MMA

### Primeiros anos
Em novembro de 2013 Anderson fez sua estreia no MMA profissional, perdendo para Zoie Shreiweis. Nos dois anos seguintes, Anderson acumulou um cartel de 4-1 até ser contratada pelo Invicta Fighting Championships em 2015.

### Invicta FC
Em sua estreia no Invicta, Anderson enfrentou Cindy Dandois no Invicta FC 14: Evinger vs. Kianzad. Ela perdeu a luta por finalização. Após sua estreia, Anderson viria a ganhar 3 lutas seguidas na organização.
Em 14 de janeiro de 2017, Anderson enfrentou Charmaine Tweet pelo Cinturão Peso Pena Interino do Invicta. Ela venceu por nocaute técnico no segundo round. Anderson depois foi promovida para campeã linear da categoria.

### Ultimate Fighting Championship
Anderson era esperada para fazer sua estreia no UFC pelo Cinturão Peso Pena da organização contra Cris Cyborg no UFC 214: Cormier vs. Jones 2 em julho de 2017. Entretanto, Anderson teve que se retirar da luta em 27 de junho citando “problemas pessoais”. Ela foi substituída por Tonya Evinger.
Anderson enfrentou Holly Holm em 9 de junho de 2018 no UFC 225: Whittaker vs. Romero II. Ela perdeu por decisão unânime.
Anderson enfrentou Cat Zingano em 29 de dezembro de 2018 no UFC 232: Jones vs. Gustafsson II. Ela venceu por nocaute técnico no primeiro round.
Anderson enfrentou Felicia Spencer em 18 de maio de 2019 no UFC Fight Night: dos Anjos vs. Lee. Ela perdeu por finalização no primeiro round.
Anderson enfrentou Zarah Fairn Dos Santos em 6 de outubro de 2019 no UFC 243: Whittaker vs. Adesanya. Ela venceu por finalização no primeiro round.
Anderson enfrentou Norma Dumont em 29 de fevereiro de 2019 no UFC Fight Night: Benavidez vs. Figueiredo. Ela venceu por nocaute no primeiro round. A vitória lhe rendeu seu primeiro bônus de “Performance da Noite”.

## Cartel no MMA
| Cartel no MMA   |             |            |
| 16 lutas        | 11 vitórias | 5 derrotas |
| Por nocaute     | 6           | 0          |
| Por finalização | 3           | 3          |
| Por decisão     | 2           | 2          |

| Res.    | Cartel | Oponente               | Método                                               | Evento                                    | Data       | Round | Tempo | Local                  | Notas                                                                                                   |
| ------- | ------ | ---------------------- | ---------------------------------------------------- | ----------------------------------------- | ---------- | ----- | ----- | ---------------------- | --- |
| Derrota | 11-5   | Amanda Nunes           | Finalização (triângulo invertido com chave de braço) | UFC 259: Blachowicz vs. Adesanya          | 06/03/2021 | 1     | 2:03  | Las Vegas, Nevada      | Pelo Cinturão Peso Pena Feminino do UFC.                                                                |
| Vitória | 11-4   | Norma Dumont           | Nocaute (soco)                                       | UFC Fight Night: Benavidez vs. Figueiredo | 29/02/2020 | 1     | 3:31  | Norfolk, Virginia      | Performance da Noite.                                                                                   |
| Vitória | 10-4   | Zarah Fairn Dos Santos | Finalização (triângulo)                              | UFC 243: Whittaker vs. Adesanya           | 05/10/2019 | 1     | 3:57  | Melbourne              | |
| Derrota | 9-4    | Felicia Spencer        | Finalização (mata leão)                              | UFC Fight Night: dos Anjos vs. Lee        | 18/05/2019 | 1     | 3:24  | Rochester, New York    | |
| Vitória | 9-3    | Cat Zingano            | Nocaute Técnico (lesão)                              | UFC 232: Jones vs. Gustafsson II          | 29/12/2018 | 1     | 1:01  | Inglewood, California  | |
| Derrota | 8-3    | Holly Holm             | Decisão (unânime)                                    | UFC 225: Whittaker vs. Romero 2           | 09/06/2018 | 3     | 5:00  | Chicago, Illinois      | Estreia no UFC.                                                                                         |
| Vitória | 8-2    | Charmaine Tweet        | Nocaute Técnico (socos e chute na cabeça)            | Invicta FC 21: Anderson vs. Tweet         | 14/01/2017 | 2     | 2:05  | Kansas City, Missouri  | Ganhou o Cinturão Peso Pena do Invicta; Posteriormente promovida a campeã linear; Performance da Noite. |
| Vitória | 7-2    | Peggy Morgan           | Nocaute Técnico (socos)                              | Invicta FC 18: Grasso vs. Esquibel        | 29/07/2016 | 1     | 4:09  | Kansas City, Missouri  | Performance da Noite.                                                                                   |
| Vitória | 6-2    | Amanda Bell            | Nocaute Técnico (chute na cabeça e socos)            | Invicta FC 17: Evinger vs. Schneider      | 07/05/2016 | 1     | 4:37  | Costa Mesa, California | Performance da Noite.                                                                                   |
| Vitória | 5-2    | Amber Leibrock         | Nocaute Técnico (joelhadas e socos)                  | Invicta FC 15: Cyborg vs. Ibragimova      | 16/01/2016 | 3     | 2:33  | Costa Mesa, California | Luta da Noite.                                                                                          |
| Derrota | 4-2    | Cindy Dandois          | Finalização (triângulo)                              | Invicta FC 14: Evinger vs. Kianzad        | 12/09/2015 | 2     | 2:41  | Kansas City, Missouri  | Estreia no Invicta FC.                                                                                  |
| Vitória | 4-1    | Zoie Shreiweis         | Finalização (chave de braço)                         | Roshambo MMA 4                            | 06/12/2014 | 1     | 1:32  | Brisbane               | Ganhou o Cinturão Peso Pena do Roshambo.                                                                |
| Vitória | 3-1    | Jodie Struzik          | Finalização (mata leão)                              | Nitro MMA 12                              | 11/10/2014 | 2     | 0:30  | Logan City, Queensland | |
| Vitória | 2-1    | Kerry Barrett          | Decisão (majoritária)                                | Roshambo MMA 3                            | 26/07/2014 | 3     | 3:00  | Brisbane               | |
| Vitória | 1-1    | Janay Harding          | Decisão (unânime)                                    | FightWorld Cup 17                         | 12/04/2014 | 3     | 3:00  | Gold Coast, Queensland | |
| Derrota | 0-1    | Zoie Shreiweis         | Decisão (majoritária)                                | FightWorld Cup 16                         | 16/11/2013 | 3     | 3:00  | Gold Coast, Queensland | |